# Ipos: Book of Angels Volume 14
 (novembre 2023).
Ipos: Book of Angels Volume 14 est un album de John Zorn joué par le groupe The Dreamers, sorti en 2010 sur le label Tzadik. Les compositions, les arrangements et la direction sont de John Zorn.

## Titres
| 1.    | Tirtael | 3:55 |
| 2.    | Hashul  | 3:51 |
| 3.    | Galizur | 7:33 |
| 4.    | Oriel   | 5:23 |
| 5.    | Zavebe  | 4:40 |
| 6.    | Qalbam  | 8:02 |
| 7.    | Hagai   | 4:15 |
| 8.    | Zortek  | 5:35 |
| 9.    | Ezriel  | 7:26 |
| 10.   | Kutiel  | 3:36 |
| 54:16 |         |      |

## Personnel
- Cyro Baptista – percussion
- Joey Baron - batterie
- Trevor Dunn – basse
- Marc Ribot - guitare
- Jamie Saft – claviers
- Kenny Wollesen - vibraphone